# Эцлен
Эцлен (фр. Etzling) — коммуна на северо-востоке Франции, регион Эльзас — Шампань — Арденны — Лотарингия, департамент Мозель, округ Форбак — Буле-Мозель, кантон Стирен-Вандель.

## Географическое положение

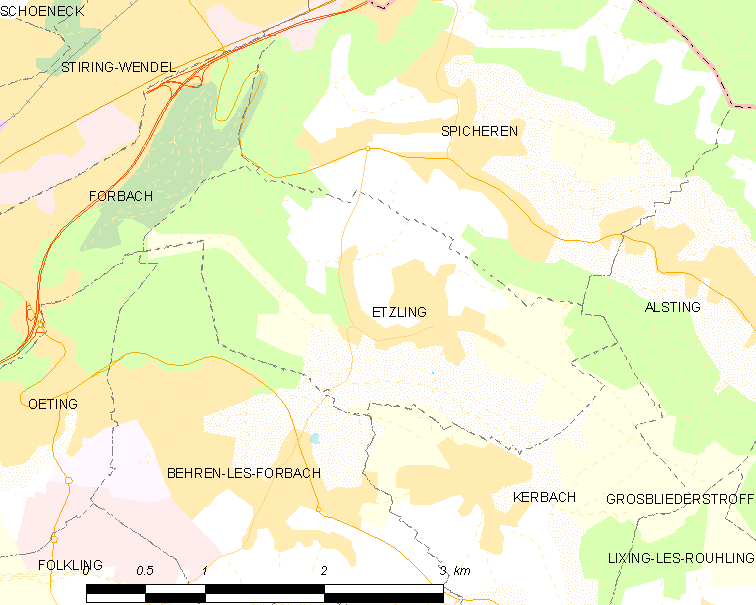
Эцлен на карте Франции.

Эцлен расположен в 340 км к востоку от Парижа и в 60 км к востоку от Меца.

## История
- Впервые упоминается в 1446 году.
- Деревня бывшей провинции Лотарингия.
- В XVIII веке в результате природных бедствий и войн (эпидемии чумы, Тридцатилетняя война) регион сильно пострадал. В окрестностях Эцлена в период с 1575 по 1648 годы полностью исчезли 4 деревни.

## Демография
По переписи 2011 года в коммуне проживало 1 126 человек.

## Достопримечательности
- Церковь Сент-Юбер (1890).